# Oxicombustión

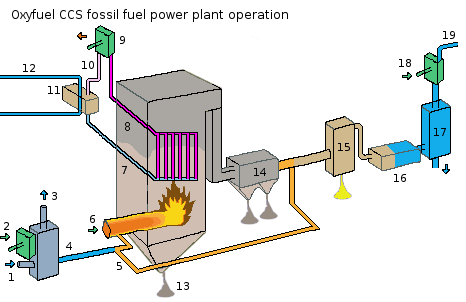
Operación de una planta termoeléctrica de oxicombustión con captura y almacenamiento de carbono.

La oxicombustión es el proceso de quemar un combustible utilizando oxígeno puro, o una mezcla de oxígeno y gases de combustión recirculados, en lugar de aire. Dado que el nitrógeno que compone el aire no se calienta, se reduce el consumo de combustible y son posibles temperaturas de llama más altas. Históricamente, el uso principal de la oxicombustión ha sido en la soldadura y corte de metales, especialmente del acero, ya que la oxicombustión permite temperaturas de llama más altas que las que se pueden lograr con aire y combustible. También ha recibido mucha atención en las últimas décadas como una posible tecnología de captura y almacenamiento de carbono.
Actualmente, se están realizando investigaciones para operar centrales termoeléctricas de combustibles fósiles con mezclas de gases enriquecidas con oxígeno en lugar de aire. Casi todo el nitrógeno se elimina del aire de entrada, lo que produce una corriente que contiene aproximadamente un 95% de oxígeno. La combustión con oxígeno puro daría como resultado una temperatura de llama demasiado alta, por lo que la mezcla se diluye con gas de combustión recirculado o mediante combustión por etapas. El gas de combustión recirculado también se puede utilizar para transportar combustible a la caldera y garantizar una transferencia de calor por convección adecuada a todas las áreas de la caldera. La oxicombustión produce aproximadamente un 75% menos de gases de combustión que la combustión con aire y produce gases de escape formados principalmente por CO2 y H2O.

## Economía y eficiencia
La justificación para usar oxicombustión es producir un gas de combustión rico en CO2 preparado para ser secuestrado. La oxicombustión posee ventajas significativas sobre las plantas tradicionales de combustión de aire. Entre ellas se encuentran:
- La masa y el volumen de los gases de combustión se reducen aproximadamente en un 75%.
- Debido a que se reduce el volumen de los gases de combustión, se pierde menos calor en los gases de combustión.
- El tamaño del equipo de tratamiento de gases de combustión se puede reducir en un 75%.
- El gas de combustión es principalmente CO2, apto para ser secuestrado.
- La concentración de contaminantes en los gases de combustión es mayor, lo que facilita la separación.
- La mayoría de los gases de combustión son condensables; esto hace posible la separación por compresión.
- El calor de condensación puede capturarse y reutilizarse en lugar de perderse en los gases de combustión.
- Debido a la ausencia del nitrógeno del aire, la producción de óxidos de nitrógeno se reduce considerablemente.

En términos económicos, este método es más caro que una planta tradicional de combustión por aire. El principal problema es separar el oxígeno del aire. Este proceso requiere mucha energía, casi el 15% de la producción de una central termoeléctrica de carbón se puede consumir para este proceso. Sin embargo, una nueva tecnología que aún no se lleva a la práctica llamada combustión química en bucle puede usarse para reducir este coste. En la combustión en químico en bucle, el oxígeno necesario para quemar el carbón se produce internamente mediante reacciones de oxidación y reducción, en lugar de utilizar métodos más costosos para generar oxígeno separándolo del aire.
En la actualidad, la oxicombustión no es competitiva. Sin embargo, se trata de una alternativa viable para eliminar el CO2 de los gases de combustión de una planta convencional de combustibles fósiles alimentada con aire. Sin embargo, un concentrador de oxígeno podría ayudar, simplemente eliminando el nitrógeno.
En industrias distintas de la generación de energía, la oxicombustión puede llegar a ser competitiva debido a una mayor disponibilidad de calor sensible. La oxicombustión es común en varios aspectos de la producción de metales.
La industria del vidrio se ha estado utilizando la oxicombustión desde principios de la década de 1990, porque los hornos de vidrio requieren temperaturas de aproximadamente 1500 °C, que no se pueden alcanzar a temperaturas de llama adiabáticas para la combustión con aire a menos que se regenere calor entre la corriente de combustión y la corriente de aire de entrada. Históricamente, los regeneradores de hornos de vidrio eran conductos de ladrillos de alta temperatura, grandes y costosos llenos de ladrillos dispuestos en un patrón con forma de tablero de ajedrez para capturar el calor cuando los gases de combustión salen del horno. Cuando el conducto de humos se calienta completamente, el flujo de aire se invierte y el conducto de humos se convierte en la entrada de aire, liberando su calor en el aire entrante y permitiendo temperaturas del horno más altas que las que se pueden alcanzar con aire-combustible solamente. Dos conjuntos de conductos de humos regenerativos permiten invertir el flujo de aire a intervalos regulares y, por lo tanto, mantener una temperatura alta en el aire entrante. Al permitir que se construyan nuevos hornos sin el gasto de regeneradores, y especialmente con el beneficio adicional de la reducción de óxidos de nitrógeno, que permite que las plantas de vidrio cumplan con las restricciones de emisión, la oxicombustión puede ser rentable sin necesidad de reducir las emisiones de CO2. La oxicombustión también reduce la liberación de CO2 en la ubicación de la planta de vidrio, aunque esto puede ser compensado por la producción de CO2 debido a la generación de energía eléctrica, que es necesaria para producir oxígeno para el proceso de combustión.
La oxicombustión también puede ser rentable en la incineración de combustibles residuales peligrosos de bajo poder calorífico. A menudo, se combina con la combustión por etapas para la reducción de los óxidos de nitrógeno, ya que el oxígeno puro puede estabilizar las características de combustión de una llama.

## Plantas piloto
Hay plantas piloto que se someten a pruebas iniciales para evaluar las tecnologías para posteriormente escalarse a plantas comerciales, entre las que se incluyen:
- Central eléctrica Callide A en Queensland Australia[6]
- Central eléctrica Schwarze Pumpe en Spremberg, Alemania
- CIUDEN en Cubillos del Sil, España[7]
- Instalación de demostración de .NET Power[8]

### Planta White Rose
Un caso de estudio de la oxicombustión es el intento de planta White Rose en North Yorkshire, Reino Unido. El proyecto planificado era una planta termoeléctrica de oxicombustión junto con separación de aire para capturar dos millones de toneladas de dióxido de carbono por año. Posteriormente, el dióxido de carbono se distribuiría por tubería para ser secuestrado en un acuífero salino bajo el Mar del Norte. Sin embargo, a finales de 2015 y principios de 2016, tras la retirada de la financiación por parte del Drax Group y el gobierno del Reino Unido, se detuvo su construcción. La pérdida imprevista del Programa de Comercialización de captura, secuestro y almacenamiento de carbono, junto con la disminución de los subsidios para la energía renovable, dejó a la Planta White Rose con fondos insuficientes para continuar con su desarrollo.

## Impacto medioambiental
Uno de los principales impactos ambientales de la quema de combustibles fósiles es la liberación de CO2, que contribuye al cambio climático. Puesto que la oxicombustión da como resultado un gas de combustión que ya tiene una alta concentración de CO2, se facilita la purificación y el almacenamiento del CO2, en lugar de su liberación a la atmósfera.
Muchos combustibles fósiles, como el carbón y los esquistos bituminosos, producen cenizas como resultado de la combustión. Esta ceniza también debe eliminarse, lo que puede afectar al medio ambiente. Hasta el momento, los estudios indican que, en general, la oxicombustión no afecta significativamente la composición de las cenizas producidas. Las mediciones han mostrado concentraciones similares de minerales y metales pesados independientemente de si se utiliza un ambiente de aire o de oxicombustión. Sin embargo, una excepción notable es que las cenizas de la oxicombustión suelen tener concentraciones más bajas de cal libre . La cal libre se forma cuando los minerales de carbonato en combustibles como el carbón y la pizarra bituminosa se descomponen a las altas temperaturas que se producen durante la combustión. La cal libre es reactiva y potencialmente puede afectar el medio ambiente, por ejemplo, aumentando la alcalinidad de las cenizas. Debido a que la oxicombustión se lleva a cabo en una atmósfera rica en CO2, la descomposición se reduce y la ceniza generalmente contiene cal menos libre.